# Gare de Totsuka
La gare de Totsuka (戸塚駅, Totsuka-eki) est une gare ferroviaire de la ville de Yokohama dans la préfecture de Kanagawa au Japon.
La gare est exploitée par la East Japan Railway Company (JR East) et le métro de Yokohama.

## Situation ferroviaire
Gare d'échange, elle est située au point kilométrique (PK) 40,9 de la ligne principale Tōkaidō, au PK 43.8 de la ligne Yokosuka et au PK 7,4 de la ligne bleue du métro de Yokohama.

## Histoire
La gare de Totsuka a été inaugurée le 11 juillet 1877 par la société gouvernementale des chemins de fer japonais. Le métro de Yokohama dessert la gare depuis le 24 mai 1987.

## Service des voyageurs

### Accueil
La gare dispose d'un bâtiment voyageurs, avec guichets, ouvert tous les jours de 4h50 à 23h50.

### Desserte

#### JR East
| 1 | ■ Ligne Yokosuka           | Yokohama ・ Tokyo ・ Chiba ・ Aéroport de Narita (service Narita Express)                                                               |
| 1 | ■ Ligne Shōnan-Shinjuku    | Shibuya ・ Shinjuku ・ Ōmiya |
| 2 | ■ Ligne principale Tōkaidō | Yokohama ・ Kawasaki ・ Shinagawa ・ Tokyo ・ Ueno ・ Ōmiya ・ Utsunomiya (par la ligne Utsunomiya) ・ Takasaki (par la ligne Takasaki) |
| 3 | ■ Ligne principale Tōkaidō | Ōfuna ・ Odawara ・ Atami |
| 4 | ■ Ligne Yokosuka           | Ōfuna ・ Kamakura ・ Yokosuka ・ Kurihama                                                                                               |
| 4 | ■ Ligne Shōnan-Shinjuku    | Zushi (par la ligne Yokosuka) ・ Hiratsuka ・ Odawara (par la ligne Tōkaidō)                                                            |

#### Métro de Yokohama
| 1 | Ligne bleue | Shonandai |
| 2 | Ligne bleue | Azamino   |